# Sh2-253
Sh2-253 è una nebulosa a emissione visibile nella costellazione dei Gemelli.
Si individua nella parte occidentale della costellazione, in una regione molto ricca di campi stellari circa mezzo grado a WSW di ν Geminorum; il periodo più indicato per la sua osservazione nel cielo serale ricade fra i mesi di novembre e aprile ed è facilitata per osservatori posti nelle regioni dell'emisfero boreale terrestre.
Si tratta di una regione H II dalla forma allungata in senso nordovest-sudest; le stime sulla sua distanza basate sulle emissioni CO indicano un valore di 4400 parsec (circa 14340 anni luce), collocandola così in una remota regione sul Braccio del Cigno. Le responsabili della sua ionizzazione sarebbero una stella di classe spettrale B1,5V catalogata come LS 20,40, e le componenti dell'ammasso aperto Bochum 1, visibile poco più a sud, cui la nebulosa sarebbe quindi fisicamente associata. Nel Catalogo Avedisova è inoltre indicata in associazione con la sorgente di radiazione infrarossa IRAS 06227+2001.